# Tacherting
Tacherting é um município da Alemanha, situado no distrito de Traunstein, no estado da Baviera. Tem 50,24 km² de área, e sua população em 2019 foi estimada em 5.768 habitantes.